# Karol Rola Różycki
Karol Rola Różycki (ur. ok. 1840, zm. w styczniu 1921 w Krakowie) – polski oficer wojskowy, powstaniec styczniowy, urzędnik.

## Życiorys
Urodził się około 1840. W młodości został oficerem Armii Cesarstwa Austriackiego. Po wybuchu powstania styczniowego w 1863 przyłączył się do walczących. Walczył pod komendą Apolinarego Kurowskiego. Dosłużył stopnia majora. Został odznaczony Orderem Virtuti Militari. Po upadku powstania został aresztowany i był więźniem stanu.
Po odzyskaniu wolności otrzymał posadę urzędnika kancelaryjnego przy sądzie. Po latach pracy dostąpił  stanowiska dyrektora kancelarii Sądu Apelacyjnego.
Udzielał pomocy towarzyszom-weteranom powstańczym. Był wiceprezesem przytuliska weteranów z roku 1863/4. Miał dzieci. Zamieszkiwał przy ul. Podzamcze 14. Zmarł w styczniu 1921 w wieku 81 lat. Został pochowany w Krakowie.